# Émeute
Ne doit pas être confondu avec Manifestation.

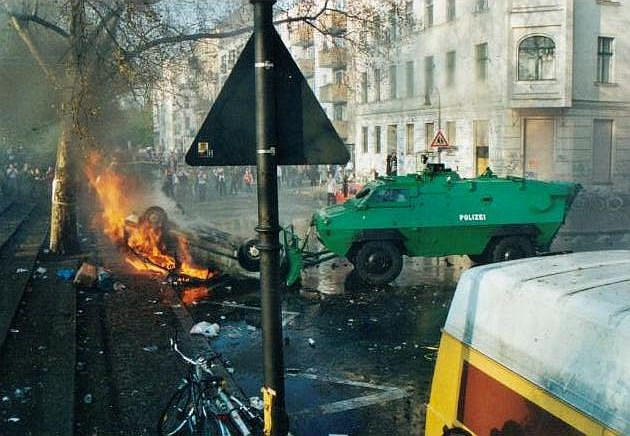
Émeute à Berlin (2001).

Une émeute est une manifestation populaire agitée, généralement spontanée et violente, par exemple avec des bagarres. Les personnes qui participent à des émeutes sont appelées des émeutières.

## Histoire
Les émeutes sont un fait récurrent dans l'histoire humaine. On peut citer en exemple celles nées de la passion de la pantomime dans la Rome antique.
Selon l'anthropologue français Alain Bertho, les émeutes sont une forme d'évènement, caractérisée par un répertoire d'action collective (port de capuchons, usage du feu) et un rapport de force direct entre populations et États, qui se retrouve dans le monde entier au cours des années 2000.

## Approche en sociologie
Selon une bibliographie parue en 2020, la majorité des travaux de sociologie a changé d'approche dans l'étude des soulèvements populaires au cours du XXe siècle: alors qu'auparavant, les sociologues mettaient plutôt en avant des caractérisations des révoltes comme irrationnelles et criminelles, à partir des années 50, ils se sont mis à proposer des explications formelles pour déterminer des causes objectives de la survenue d'émeutes. Selon un article de revue en date de 2009, la sociologie néglige généralement d'expliquer la gestion différentielle des illégalismes qui fait que certaines émeutes sont tolérées par l'État tandis que d'autres sont sévèrement réprimées.

## Types

### Émeute policière
L'émeute policière (en) est une émeute orchestré par la police qui cherche soit à fomenter, aggraver ou entretenir des affrontements violents.

### Émeute de prison
L'émeute de prison (en) est affrontement entre un groupe de détenus contre l'administration pénitentiaire et ses agents.

### Émeute ethnique
Une émeute ethnique est un affrontement ou lynchage de masse qui a comme origine des tensions, parfois xénophobes, entre différents groupes ethniques.

### Émeute sportive
Les émeutes sportives (en) sont les émeutes qui se produisent pendant ou après un événement sportif.

## Droit par pays

### Suisse
En Suisse, l'émeute est définie par l'article 260 du Code pénal suisse :

« Celui qui aura pris part à un attroupement formé en public et au cours duquel des violences ont été commises collectivement contre des personnes ou des propriétés sera puni d’une peine privative de liberté de trois ans au plus ou d’une peine pécuniaire. Il n’encourra aucune peine s’il s’est retiré sur sommation de l’autorité sans avoir commis de violences ni provoqué à en commettre. »

#### Articles généraux
- Bouclier antiémeute
- Insurrection
- Chronologie de révolutions et de rébellions
- Révolution (politique et sociale)
- Violences urbaines
- Révolte
- Rébellion (droit)
- Mutinerie

#### Évènements distincts
- Émeutes de 2008 au Cameroun
- Émeutes de 2007 à Villiers-le-Bel
- Émeutes de 2005 dans les banlieues françaises
- Émeutes de 2010 à Jos
- Mai 68 en France
- Émeutes de 1992 à Los Angeles
- Émeutes de 1981 à Casablanca
- Émeutes de 2008 en Grèce
- Acte III du mouvement des Gilets jaunes
- Évasion de la Croix-des-Bouquets
- Émeutes de 2023 en France à la suite de la mort d’un jeune de 17 ans

#### Filmographie
- La Tentation de l'émeute, film documentaire (français) de Benoît Grimont. Diffusé en 2010 sur Arte.
- Filmographie de l'altermondialisme
- Filmographie de l'anarchisme

#### Littérature
- Les Misérables, roman de Victor-Hugo, avec descriptions et comparaisons entre l'émeute, la révolte et l'insurrection (Livre dixième - Le 5 juin 1832 Chapitre II : « Il y a l'émeute, et il y a l'insurrection; ce sont deux colères; l'une a tort, l'autre a droit. » et « l’émeute raffermit les gouvernements qu’elle ne renverse pas. »)